# Affam Ifeadigo
Affamefuna-Michael Ifeadigo (* 13. Juli 1996 in Bremen) ist ein deutsch-nigerianischer Fußballspieler.

## Karriere
Er begann mit dem Fußballspielen in der Jugendabteilung des ATSV Sebaldsbrück, für deren erste Mannschaft er auch vier Ligaeinsätze in der Landesliga Bremen hatte. Im Sommer 2015 schloss er sich dem TuS Schwachhausen in der Bremen-Liga an. Im Winter 2017 wechselte er zurück in die Landesliga Bremen zum BSC Hastedt. Am Ende der Spielzeit stieg er mit seinem Verein in die Bremen-Liga auf und am Ende der Saison 2017/18 konnte er mit seiner Mannschaft den Bremer Pokal gewinnen. Im Sommer 2018 wechselte er ligaintern zum FC Oberneuland und konnte mit seiner Mannschaft zweimal nacheinander den Bremer Pokal gewinnen und schaffte am Ende der Saison 2019/20 den Aufstieg in die Regionalliga Nord. Nachdem er im Winter 2021 zunächst vereinslos wurde, schloss er sich im August 2021 dem VfB Oldenburg in der Regionalliga Nord an.
Am Ende der Spielzeit 2021/22 gelang ihm mit seiner Mannschaft der Aufstieg in die 3. Liga, da er sich mit seinem Verein in den Aufstiegsspielen gegen den Meister der Regionalliga Nordost BFC Dynamo durchsetzte. Daraufhin verlängerte er seinen Vertrag in Oldenburg. Seinen ersten Profieinsatz hatte er am 23. Juli 2022, dem 1. Spieltag, als er beim 1:1-Heimunentschieden gegen den SV Meppen in der 86. Spielminute für Max Wegner eingewechselt wurde. 
Im Januar 2023 wechselte er in die Regionalliga Nord zum FC Teutonia 05 Ottensen.

## Erfolge
BSC Hastedt
- Meister der Landesliga Bremen und Aufstieg in die Bremen-Liga: 2016/17
- Bremer-Pokal-Sieger: 2017/18

FC Oberneuland
- Bremer-Pokal-Sieger: 2018/19, 2019/20
- Meister der Bremen-Liga und Aufstieg in die Regionalliga Nord: 2019/20

VfB Oldenburg
- Meister der Regionalliga Nord und Aufstieg in die 3. Liga: 2021/22